# Aston (motorfiets)
Aston en Atlas zijn Britse historisch merken van motorfietsen van dezelfde fabrikant.
De bedrijfsnaam was: Aston Motoring & Engineering Co., Birmingham.
Dit was een Engelse fabriek die 142 cc motorfietsen maakte met riemaandrijving v.w.b. de een- en tweeversnellingsmodellen en kettingaandrijving voor de drieversnellings-uitvoering. Deze motorfietsen werden met gewijzigde tank ook onder de naam Atlas verkocht. De productie begon in 1923, maar werd een jaar later al beëindigd.